# Пиперови
Пиперовите (Piperaceae) са семейство растения от разред Пипероцветни (Piperales).
Таксонът е описан за пръв път от Паул Дитрих Гизеке през 1792 година. Таксономичният му тип е Piper.

## Родове
- Anderssoniopiper
- Arctottonia
- Artanthe
- Chavica
- Circaeocarpus
- Coccobryon
- Cubeba
- Discipiper
- Heckeria
- Lepianthes
- Lindeniopiper
- Macropiper
- Manekia
- Ottonia
- Piper
- Piperanthera
- Piperites
- Pleiostachyopiper
- Pothomorphe
- Sarcorhachis
- Serronia
- Trianaeopiper
- Verhuellia
- Zippelia